# Tribal Ink
Tribal Ink (Трайбл Инк — буквально «Племенные чернила») — шведская рэп-рок-группа, исполняющая песни на английском языке. Группа была сформирована в 2002 году. Популярность к группе пришла из-за ошибочной информации в P2P-сетях о песне «Refugee» — её стали размещать как новую песню группы Linkin Park. В России группа стала популярной после выхода в 2003 году бутлега Linkin Park под названием Erection.

## История
На шведском телеканале TV 3 производились соревнования рок-музыкантов для создания новой группы. Телезрители могли следить за участниками проекта из недели в неделю и наблюдать за ходом событий. Победили пять парней. Они получили возможность дать концерт, а также выпустить собственный сингл (им стала песня To My Face). Однако сингл получился не совсем удачным и поэтому продавался достаточно плохо. Продюсеры группы стали требовать у музыкантов, чтобы те записали целый альбом. Им стал альбом Surrounded by Freaks.
Альбом Surrounded by Freaks был выпущен в 2003 году. Путаницы с Meteora группы Linkin Park привели к тому, что Tribal Ink получили большую популярность. Они стали занимать вторую строчку шведского чарта MySpace.

## Дискография группы

### Альбомы
2003 «Surrounded By Freaks»
Треки:
1. Tribalistic Cuts (1:08)
2. To My Face (3:29)
3. Don’t You Push Me (3:18)
4. Refugee (3:13)
5. California Love (3:29)
6. Right Behind You (3:24)
7. I’m Free (3:00)
8. I Try So Hard (3:24)
9. Pick Me Up (3:47)
10. I’m A Liar (Believe Me) (3:43)
11. Try To Be Me (2:37)
12. Living On A Lie (3:41)

2007 «Surrounded By Freaks»
Выпущенный в 2003 году альбом Surrounded By Freaks был переиздан в 2007 году. Переизданная версия альбома доступна для пользователей iTunes

### Синглы
2002 «To My Face»
Треки:
1. To My Face (3:28)
2. To My Face (Instrumental) (3:28)

### Видеоклипы
- To My Face
- Don’t You Push Me
- California Love

## Интересные факты
- На многих сайтах композицию When You Thought выкладывают под названием «Tribalistic Cuts» хотя на самом деле «Tribalistic Cuts» это всего лишь интро к альбому Surrounded By Freaks.
- На многих сайтах можно найти первый выпуск альбома «Surrounded by Freaks», выдаваемый за демоальбом, где правда вместо интро «Tribalistic Cuts» скрывается композиция «When You Thought», которая так и не вошла в этот альбом.
- На основе композиций Tribal Ink пиратами было наштамповано несколько бутлегов (поддельных альбомов) группы Linkin Park. Пираты изменяли оригинальные названия песен и закидывали их на «новый диск» Linkin Park. Примерами таких «альбомов» являются: диск Linkin Park — Erection и диск Linkin Park — Minutes to Midnight (Advance). Поскольку Linkin Park и Tribal Ink имели схожие стили, многие незнающие слушатели воспринимали эти диски как новые альбомы Linkin Park.
- На многих сайтах можно найти группу BK & Madam Friction, который и есть Tribal Ink.